# Juan Pujol García
Juan Pujol García (Barcelona, 1912. február 14. – Caracas, Venezuela, 1988. október 10.) katalán származású brit kettős ügynök, a második világháborús szövetséges hírszerzés egyik kulcsfigurája.

## Élete
A négygyermekes Juan Pujol és Mercedes García harmadik gyermekeként született. Jómódú apja festékgyárat üzemeltetett. Mivel nehezen kezelhető gyereknek tartották, hétéves korában Joaquín bátyjával együtt beadták egy Mataróban lévő bentlakásos iskolába. Az iskola, ahol négy évet töltött, Barcelonától mintegy harminc kilométerre volt.
Apja nem tartozott egyetlen politikai párthoz sem. Liberális ember volt, hitt a szabadságban, és irtózott az elnyomástól. A bentlakásos iskola után úgy döntött, hogy Josep Mossen iskolájába kell járnia. Három év után összeveszett egyik tanárával, és abbahagyta az iskolát. Inasként a La Rambla közelében helyezkedett el egy vaskereskedésben. Ezt otthagyta, és beiratkozott az Arenys de Marban lévő Királyi Baromfitenyésztő Iskolába.
Apja pár hónappal az 1931-es Második Spanyol Köztársaság kikiáltása után meghalt. A baromfitenyésztői iskola elvégzése után kötelező sorköteles szolgálatra jelentkezett.

## Spanyol polgárháború
1931-ben egy lovasegységnél töltötte le a szolgálati idejét. Tisztában volt azzal, hogy alkalmatlan katonának, mivel hiányzott belőle a szükséges lojalitás, nagylelkűség, becsület.
1936-ban egy csirketelepet üzemeltetett Llinars del Vallèsben, amikor kitört a polgárháború. Az egyik házkutatás alkalmával elhurcolták Elena húga vőlegényét, majd később Elenát, és édesanyját is letartóztatták mint ellenforradalmárt. Egyik rokonuk, aki a CNT (Confederación Nacional del Trabajo) tagja volt, közbelépett, és megmentette őket a biztos haláltól.
A köztársaságiak behívták az összes tartalékos tisztet. Ő inkább a barátnőjénél rejtőzött el. Egy bejelentést követően letartóztatták és bebörtönözték. A barátnője kapcsolatba lépett a Soccoro Blanco titkos szervezettel, és közreműködésükkel sikerült kihozni a börtönből. Ennek a szervezetnek a segítségével sikerült hamis papírokhoz jutnia, melyek „igazolták”, túl idős a katonai szolgálatra. Egy barátja révén belépett a szakszervezetbe, és átvette egy csirketenyésztő telep igazgatói posztját. A telep üzemelése gazdaságtalan volt, de a helyi tanács nem volt hajlandó pénzt fektetni a telepbe. Mivel az alig 20 kilométer távolságra lévő Franciaországba való átszökés elég reménytelennek látszott, jelentkezett a gyalogságnál mint leszerelt katona. Mivel valótlanul azt állította, távírászati ismeretekkel rendelkezik, oda osztották be. Mikor kiderült, hogy nem ért hozzá, önként telefonkábel-fektetésre jelentkezett, a fronthoz közel. 1938 szeptemberében sikerült megszöknie, és átállt a nacionalistákhoz. A nacionalistáknál sem részesült jobb bánásmódban, nem tetszett fasiszta befolyásuk. Miután kifejezésre juttatta a monarchiával kapcsolatos szimpátiáját, egy ezredes megbüntette és börtönbe vettette.
A polgárháború tapasztalatai alapján elítélte mind a fasizmust, mind a kommunizmust, így közvetve mind Németországot, mind pedig a Szovjetuniót. Sikerült elkerülnie, hogy egyik ország nevében se kelljen kilőnie egyetlen golyót sem.

## Kettős ügynök a második világháborúban

### Független kémkedés
Humanistaként Pujol nem tudta tétlenül nézni a fasiszták rémtetteit. 1940-ben már folyt a második világháború. Németországgal csak Nagy-Britannia vehette fel eséllyel a harcot. 1941 januárjában bejelentkezett a madridi brit nagykövetségre, és négyszemközti kihallgatást kért az egyik attasétól. Természetesen nem fogadták. További két alkalommal próbálkozott, de belátta, hogy ez ebben a formában reménytelen. Úgy döntött, megpróbálja kipuhatolni a másik oldalt. Mielőtt felajánlkozott volna a németeknek, tanulmányozta az ideológiájukat, és amikor felkészültnek érezte magát, telefonált a német követségre és találkozót kért a katonai attaséval. Másnap sikerült felvennie a kapcsolatot egy Federico néven bemutatkozó ügynökkel (Friedrich Knappe-Ratey). Többszöri találkozás után, amikor is minden szolgálatát felajánlotta a németeknek, azok különösebb érdeklődést nem mutattak. Csak olyan információkra tartottak igényt, amely az Abwehrt érdekli. Végül mégis fogadta a német hírszerzés. Gyors kiképzés után megtanulta a titkosírást, kapott láthatatlan tintát és 600 fontot a kiadásaira. El kellett mennie Angliába és további kémeket beszervezni. Ezzel szemben Lisszabonba ment, ahonnan kézikönyvek, filmhíradók, magazinok alapján „hiteles” jelentéseket küldött német megbízóinak.
Létrehozott egy fiktív hálózatot. Amerika hadba lépése után felkereste Patrick Demores hadnagyot, haditengerészeti attasét Lisszabonban, és elmesélte a történetét. Demores felismerte a Pujolban lévő lehetőséget, és az információt továbbította a briteknek. Eközben az angolok lázasan keresték a német kémet, akit így végül az amerikaiak révén találtak meg.

### Munka az MI5-ban
Pujol 1942. április 24-én az Egyesült Királyságba költözött, ahol Cirill Mills és Tomás Harris MI5 tiszt és Desmond Bristow MI6 tiszt kihallgatásnak vetették alá. Javasolták fedőnevének megváltoztatását, ami végül Garbo lett. Ez azzal az előnnyel is járt, ha lelepleződik, akkor Greta Garbóból kiindulva nőnek hihetik.
Pujol az XX bizottság égisze alatt közvetlenül Tomás Haris-szal dolgozott együtt mint kettősügynök. Mivel Harris jól beszélt spanyolul, remekül megértették egymást. Átlagosan napi 2000 szavas üzeneteket továbbítottak Lisszabonba a németeknek. Ez a fiktív hálózat annyira részletes és hatékony információkat szolgáltatott, hogy teljesen lekötötte a német gépek kapacitását, és a németek nem akartak további ügynököket beszervezni.

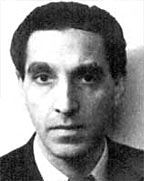
Tomás Harris

Az elküldött információk egy része teljes egészében fikció volt. Tartalmazott azonban hasznos információkat is, azonban ezek rendre későn érkeztek meg. „Ügynöke” jelentette, hogy a Clyde folyó kikötőjéből csapatszállító és hadihajókból álló konvoj távozott mediterrán festéssel. A németek nagyra becsülték ezeket az igen megbízható információkat. „Sajnáljuk, hogy túl későn érkezett, de az utolsó jelentések csodálatosak.”
A Lisszabonba elküldött üzeneteket az állítólagos KLM utaskísérő továbbította menetrendszerű gépeken. Mivel ez túl lassúnak bizonyult, a németek követelésére Pujol és Harris létrehozott egy fiktív rádiószerelőt. Így már a kommunikáció közvetlenné vált. Ha úgy érezték, hogy valamely információ veszélyes lehet, veszélyezteti e nem létező szervezetet, akkor az ügynök (William Gerbers) hirtelen meghalt.
A rádiókapcsolat fenntartásához Arabelt (Garbo) el kellett látni a legtitkosabb rejtjelekkel. Az elküldött eredeti szöveget a Bletchley Park bocsátotta rendelkezésére. Mivel a Bletchley Park fogta a titkosított Enigma-adásokat, ez nagy segítséget nyújtott a kódtöréshez.

## Megtévesztés
A németek 1944 januárjában már tartottak a szövetséges erők nagy inváziójától. Ezt részben a logika, részben Pujol megtévesztő üzenetei miatt Calais térségére valószínűsítették. Pujol néha napi 20 üzenetet küldött. Ez 1944 januárja és az Overlord hadművelet között mintegy 500 rádióüzenetet jelentett. A rengeteg információt meg kellett tervezni, összehangolni. Ügyelni kellett arra, hogy a legyenek jelei a megtévesztésnek, ugyanakkor ne veszélyeztesse a tényleges csapatmozgásokat. Az a döntés született, hogy a németeket előre kell figyelmeztetni a Normandiai „elterelő hadműveletről”, de a lehető legkésőbbi időpontban, hogy ne legyen lehetőség a hatékony intézkedésre. Pujol figyelmeztetett: a német rádiós egész éjjel legyen készenlétben, hogy a támadás megindulásakor időben értesítést kapjanak. Az éjszaka 3 órakor elküldött üzenetre reggel 8 órakor érkezett válasz. Ezért Pujol szemrehányást tett. 
Nem tudom elfogadni a kifogásokat, a hanyagságot. Ha nem ez lenne az ideálom, legszívesebben abbahagynám a munkát

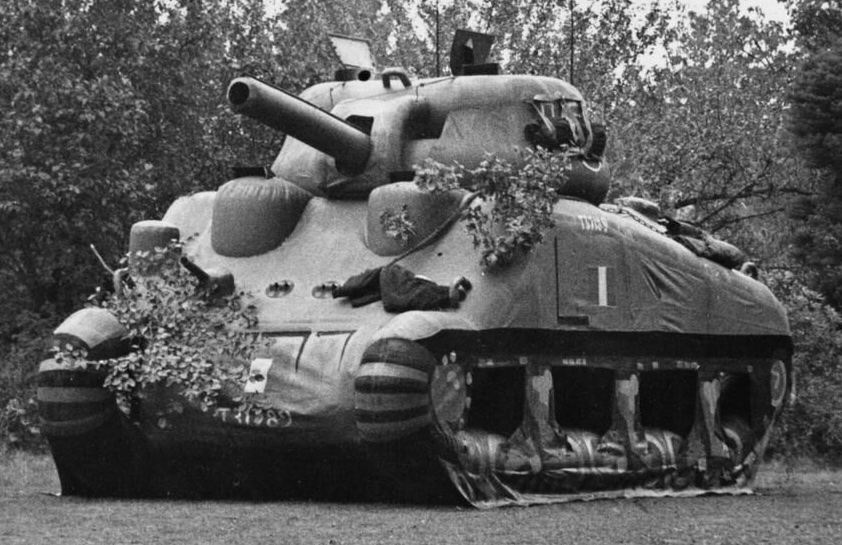
Felfújható M4 Sherman tank

A megtévesztést nemlétező repülőgépek, felfújható tankok támogatták. Rádiósok járták a nemlétező alakulatok helyszíneit és sűrűn forgalmaztak. Elhitették, hogy George Patton 150 000 embere állomásozik Dél- és Kelet-Nagy-Britanniában. Pujol elhitette, hogy ezek az alakulatok nem vesznek részt az invázióban, ezért az első partraszállás csak elterelés. Az elterelés annyira sikeres volt, hogy Gerd von Rundstedt további erőket vezényelt Calais térségébe. Nem volt hajlandó megosztani erőit, és nem engedte Erwin Rommelnek csapatai Normandiába való átmozgatását.
Arabel azt az utasítást kapta, számoljon be a V1 rakéták becsapódási helyéről. Mivel a félrevezetés hamar kiderült volna, Harris elintézte, hogy Arabelt „letartóztassák”. Szabadulása után az angol belügyminiszter levélben kért bocsánatot „törvénytelen fogva tartásáért”. A németek 340 000 amerikai dollárt adtak a nem létező hálózati ügynökök támogatására.

## Elismerése
J. Garcia valószínűleg az egyetlen olyan ember, akit a második világháború során mind a németek, mind a szövetségesek – szinte egy időben – rendkívül magas szintű elismerésekben részesítettek.
- 1944. július 29-én megkapta a Vaskereszt 2. osztályú kitüntetést. Ezt általában csak az első vonalban harcolóknak adták, ezért csak Hitler személyes engedélyével kaphatta meg. A kitüntetést csak a háború végeztével vehette át.
- 1944. november 25-én Angliában megkapta a MBE kitüntetést.

## A háború után
A háború után tartani lehetett a túlélő nácik megtorlásától. Az MI5 segítségével megszervezték Pujol Angolába utazását. Titkosítási okokból megrendezte halálát: maláriás rohamban 1949-ben "meghalt" Angolában. Ezt követően Venezuelába költözött, és Lagunillasban telepedett le.
Elvált első feleségétől és nőül vette Carmen Ciliát, akitől két fia és egy lánya született. 1984-ben Pujol elköltözött fia (Carlos Miguel) házába La Trinidadba, Caracasba.
1971-ben, Rupert Allason brit politikus, írói álnéven Nigel West, kezdett érdeklődni Garbo után. Több évvel korábban interjúkat készített titkosszolgálati tisztekkel, de senki nem tudta Garbo valódi nevét. Végül, Tomás Harris barátja Anthony Blunt, a szovjet kém, aki behatolt MI5-be, azt mondta, hogy találkozott Garbóval, és tudta, hogy őt Juan vagy José Garcíának hívták.
Allason leállt a kereséssel egészen 1984-ig, amikor a korábbi MI5-tiszt megadta a teljes nevet. Ekkor segítséget kért, és felhívatott minden J. García nevű egyént a barcelonai telefonkönyvből. Így került kapcsolatba Pujol unokaöccsével. 1984. május 20-án találkozott Pujol és Allason New Orleansban.
1984. június 6-án a D-Day negyvenedik évfordulóján Pujol elutazott Normandiába, hogy tisztelegjen a hősök emléke előtt.
Részt vett a róla szóló könyv megírásában.

## Garbo fiktív ügynökökből álló hálózata
|                                                                            |                                                                            |                                                                            |                                                                            |                                                                            |                                                                            |  |  |                                               |                                               |                                               |                                               |                                               |                                               |  |  |                                                                                      |                                                                                      |                                                                                      |                                                                                      |                                                                                      |                                                                                      |  |  |                                                               |                                                               |                                                               |                                                               |                                                               |                                                               |  |  | Garbo/Arabel Juan Pujol García                    |                                                   |                                                   |                                                   |                                                   |                                                   |  |  |                                                            |                                                            |                                                            |                                                            |                                                            |                                                            |  |  |                                                |                                                |                                                |                                                |                                                |                                                |  |  |                                                                  |                                                                  |                                                                  |                                                                  |                                                                  |                                                                  |  |  |  |  |  |  |  |  |  |  |  |  |  |  |  |  |  |  |  |  |  |  |  |  |  |  |  |  |  |  |  |  |  |  |  |  |  |  |  |  |  |  |  |  |  |  |  |  |  |  |
|                                                                            |                                                                            |                                                                            |                                                                            |                                                                            |                                                                            |  |  |                                               |                                               |                                               |                                               |                                               |                                               |  |  |                                                                                      |                                                                                      |                                                                                      |                                                                                      |                                                                                      |                                                                                      |  |  |                                                               |                                                               |                                                               |                                                               |                                                               |                                                               |  |  |                                                   |                                                   |                                                   |                                                   |                                                   |                                                   |  |  |                                                            |                                                            |                                                            |                                                            |                                                            |                                                            |  |  |                                                |                                                |                                                |                                                |                                                |                                                |  |  |                                                                  |                                                                  |                                                                  |                                                                  |                                                                  |                                                                  |  |  |  |  |  |  |  |  |  |  |  |  |  |  |  |  |  |  |  |  |  |  |  |  |  |  |  |  |  |  |  |  |  |  |  |  |  |  |  |  |  |  |  |  |  |  |  |  |  |  |
|                                                                            |                                                                            |                                                                            |                                                                            |                                                                            |                                                                            |  |  |                                               |                                               |                                               |                                               |                                               |                                               |  |  |                                                                                      |                                                                                      |                                                                                      |                                                                                      |                                                                                      |                                                                                      |  |  |                                                               |                                                               |                                                               |                                                               |                                                               |                                                               |  |  |                                                   |                                                   |                                                   |                                                   |                                                   |                                                   |  |  |                                                            |                                                            |                                                            |                                                            |                                                            |                                                            |  |  |                                                |                                                |                                                |                                                |                                                |                                                |  |  |                                                                  |                                                                  |                                                                  |                                                                  |                                                                  |                                                                  |  |  |  |  |  |  |  |  |  |  |  |  |  |  |  |  |  |  |  |  |  |  |  |  |  |  |  |  |  |  |  |  |  |  |  |  |  |  |  |  |  |  |  |  |  |  |  |  |  |  |
| J(1) „Kézbesítő” KLM utaskísérő kivonták 1943                              | J(1) „Kézbesítő” KLM utaskísérő kivonták 1943                              | J(1) „Kézbesítő” KLM utaskísérő kivonták 1943                              | J(1) „Kézbesítő” KLM utaskísérő kivonták 1943                              | J(1) „Kézbesítő” KLM utaskísérő kivonták 1943                              | J(1) „Kézbesítő” KLM utaskísérő kivonták 1943                              |  |  | Ügynök 1 Carvalho Portugál kereskedelmi utazó | Ügynök 1 Carvalho Portugál kereskedelmi utazó | Ügynök 1 Carvalho Portugál kereskedelmi utazó | Ügynök 1 Carvalho Portugál kereskedelmi utazó | Ügynök 1 Carvalho Portugál kereskedelmi utazó | Ügynök 1 Carvalho Portugál kereskedelmi utazó |  |  | Ügynök 2 William Gerbers svájci-német üzletember „meghalt” Liverpool, 1942. november | Ügynök 2 William Gerbers svájci-német üzletember „meghalt” Liverpool, 1942. november | Ügynök 2 William Gerbers svájci-német üzletember „meghalt” Liverpool, 1942. november | Ügynök 2 William Gerbers svájci-német üzletember „meghalt” Liverpool, 1942. november | Ügynök 2 William Gerbers svájci-német üzletember „meghalt” Liverpool, 1942. november | Ügynök 2 William Gerbers svájci-német üzletember „meghalt” Liverpool, 1942. november |  |  | Ügynök 3 Benedict „Carlos” Venezuelai diák Glasgow-ban tanult | Ügynök 3 Benedict „Carlos” Venezuelai diák Glasgow-ban tanult | Ügynök 3 Benedict „Carlos” Venezuelai diák Glasgow-ban tanult | Ügynök 3 Benedict „Carlos” Venezuelai diák Glasgow-ban tanult | Ügynök 3 Benedict „Carlos” Venezuelai diák Glasgow-ban tanult | Ügynök 3 Benedict „Carlos” Venezuelai diák Glasgow-ban tanult |  |  | Ügynök 4 Chamillus „Fred” Gibraltári NAAFI pincér | Ügynök 4 Chamillus „Fred” Gibraltári NAAFI pincér | Ügynök 4 Chamillus „Fred” Gibraltári NAAFI pincér | Ügynök 4 Chamillus „Fred” Gibraltári NAAFI pincér | Ügynök 4 Chamillus „Fred” Gibraltári NAAFI pincér | Ügynök 4 Chamillus „Fred” Gibraltári NAAFI pincér |  |  | Ügynök 5 Moonbeam „Venezuelai” Venezuelai Ügynök 3. fivére | Ügynök 5 Moonbeam „Venezuelai” Venezuelai Ügynök 3. fivére | Ügynök 5 Moonbeam „Venezuelai” Venezuelai Ügynök 3. fivére | Ügynök 5 Moonbeam „Venezuelai” Venezuelai Ügynök 3. fivére | Ügynök 5 Moonbeam „Venezuelai” Venezuelai Ügynök 3. fivére | Ügynök 5 Moonbeam „Venezuelai” Venezuelai Ügynök 3. fivére |  |  | Ügynök 6 „Dick” Dél-Afrikai szabadfoglalkozású | Ügynök 6 „Dick” Dél-Afrikai szabadfoglalkozású | Ügynök 6 „Dick” Dél-Afrikai szabadfoglalkozású | Ügynök 6 „Dick” Dél-Afrikai szabadfoglalkozású | Ügynök 6 „Dick” Dél-Afrikai szabadfoglalkozású | Ügynök 6 „Dick” Dél-Afrikai szabadfoglalkozású |  |  | Ügynök 7 Dagobert „Stanley” walesi tengerész                     | Ügynök 7 Dagobert „Stanley” walesi tengerész                     | Ügynök 7 Dagobert „Stanley” walesi tengerész                     | Ügynök 7 Dagobert „Stanley” walesi tengerész                     | Ügynök 7 Dagobert „Stanley” walesi tengerész                     | Ügynök 7 Dagobert „Stanley” walesi tengerész                     |  |  |  |  |  |  |  |  |  |  |  |  |  |  |  |  |  |  |  |  |  |  |  |  |  |  |  |  |  |  |  |  |  |  |  |  |  |  |  |  |  |  |  |  |  |  |  |  |  |  |
| J(1) „Kézbesítő” KLM utaskísérő kivonták 1943                              | J(1) „Kézbesítő” KLM utaskísérő kivonták 1943                              | J(1) „Kézbesítő” KLM utaskísérő kivonták 1943                              | J(1) „Kézbesítő” KLM utaskísérő kivonták 1943                              | J(1) „Kézbesítő” KLM utaskísérő kivonták 1943                              | J(1) „Kézbesítő” KLM utaskísérő kivonták 1943                              |  |  | Ügynök 1 Carvalho Portugál kereskedelmi utazó | Ügynök 1 Carvalho Portugál kereskedelmi utazó | Ügynök 1 Carvalho Portugál kereskedelmi utazó | Ügynök 1 Carvalho Portugál kereskedelmi utazó | Ügynök 1 Carvalho Portugál kereskedelmi utazó | Ügynök 1 Carvalho Portugál kereskedelmi utazó |  |  | Ügynök 2 William Gerbers svájci-német üzletember „meghalt” Liverpool, 1942. november | Ügynök 2 William Gerbers svájci-német üzletember „meghalt” Liverpool, 1942. november | Ügynök 2 William Gerbers svájci-német üzletember „meghalt” Liverpool, 1942. november | Ügynök 2 William Gerbers svájci-német üzletember „meghalt” Liverpool, 1942. november | Ügynök 2 William Gerbers svájci-német üzletember „meghalt” Liverpool, 1942. november | Ügynök 2 William Gerbers svájci-német üzletember „meghalt” Liverpool, 1942. november |  |  | Ügynök 3 Benedict „Carlos” Venezuelai diák Glasgow-ban tanult | Ügynök 3 Benedict „Carlos” Venezuelai diák Glasgow-ban tanult | Ügynök 3 Benedict „Carlos” Venezuelai diák Glasgow-ban tanult | Ügynök 3 Benedict „Carlos” Venezuelai diák Glasgow-ban tanult | Ügynök 3 Benedict „Carlos” Venezuelai diák Glasgow-ban tanult | Ügynök 3 Benedict „Carlos” Venezuelai diák Glasgow-ban tanult |  |  | Ügynök 4 Chamillus „Fred” Gibraltári NAAFI pincér | Ügynök 4 Chamillus „Fred” Gibraltári NAAFI pincér | Ügynök 4 Chamillus „Fred” Gibraltári NAAFI pincér | Ügynök 4 Chamillus „Fred” Gibraltári NAAFI pincér | Ügynök 4 Chamillus „Fred” Gibraltári NAAFI pincér | Ügynök 4 Chamillus „Fred” Gibraltári NAAFI pincér |  |  | Ügynök 5 Moonbeam „Venezuelai” Venezuelai Ügynök 3. fivére | Ügynök 5 Moonbeam „Venezuelai” Venezuelai Ügynök 3. fivére | Ügynök 5 Moonbeam „Venezuelai” Venezuelai Ügynök 3. fivére | Ügynök 5 Moonbeam „Venezuelai” Venezuelai Ügynök 3. fivére | Ügynök 5 Moonbeam „Venezuelai” Venezuelai Ügynök 3. fivére | Ügynök 5 Moonbeam „Venezuelai” Venezuelai Ügynök 3. fivére |  |  | Ügynök 6 „Dick” Dél-Afrikai szabadfoglalkozású | Ügynök 6 „Dick” Dél-Afrikai szabadfoglalkozású | Ügynök 6 „Dick” Dél-Afrikai szabadfoglalkozású | Ügynök 6 „Dick” Dél-Afrikai szabadfoglalkozású | Ügynök 6 „Dick” Dél-Afrikai szabadfoglalkozású | Ügynök 6 „Dick” Dél-Afrikai szabadfoglalkozású |  |  | Ügynök 7 Dagobert „Stanley” walesi tengerész                     | Ügynök 7 Dagobert „Stanley” walesi tengerész                     | Ügynök 7 Dagobert „Stanley” walesi tengerész                     | Ügynök 7 Dagobert „Stanley” walesi tengerész                     | Ügynök 7 Dagobert „Stanley” walesi tengerész                     | Ügynök 7 Dagobert „Stanley” walesi tengerész                     |  |  |  |  |  |  |  |  |  |  |  |  |  |  |  |  |  |  |  |  |  |  |  |  |  |  |  |  |  |  |  |  |  |  |  |  |  |  |  |  |  |  |  |  |  |  |  |  |  |  |
| J(2) a Brit Királyi Légierő tisztje                                        | J(2) a Brit Királyi Légierő tisztje                                        | J(2) a Brit Királyi Légierő tisztje                                        | J(2) a Brit Királyi Légierő tisztje                                        | J(2) a Brit Királyi Légierő tisztje                                        | J(2) a Brit Királyi Légierő tisztje                                        |  |  |                                               |                                               |                                               |                                               |                                               |                                               |  |  | 2(1) Az özvegy Mrs. Gerbers Gerbers özvegye (A németek nyugdíjat fizettek neki)      | 2(1) Az özvegy Mrs. Gerbers Gerbers özvegye (A németek nyugdíjat fizettek neki)      | 2(1) Az özvegy Mrs. Gerbers Gerbers özvegye (A németek nyugdíjat fizettek neki)      | 2(1) Az özvegy Mrs. Gerbers Gerbers özvegye (A németek nyugdíjat fizettek neki)      | 2(1) Az özvegy Mrs. Gerbers Gerbers özvegye (A németek nyugdíjat fizettek neki)      | 2(1) Az özvegy Mrs. Gerbers Gerbers özvegye (A németek nyugdíjat fizettek neki)      |  |  | 3(1) a Brit Királyi Légierő altisztje                         | 3(1) a Brit Királyi Légierő altisztje                         | 3(1) a Brit Királyi Légierő altisztje                         | 3(1) a Brit Királyi Légierő altisztje                         | 3(1) a Brit Királyi Légierő altisztje                         | 3(1) a Brit Királyi Légierő altisztje                         |  |  | 4(1) A rádiós az EKCO gyár rádióműszerésze        | 4(1) A rádiós az EKCO gyár rádióműszerésze        | 4(1) A rádiós az EKCO gyár rádióműszerésze        | 4(1) A rádiós az EKCO gyár rádióműszerésze        | 4(1) A rádiós az EKCO gyár rádióműszerésze        | 4(1) A rádiós az EKCO gyár rádióműszerésze        |  |  | 5(1) amerikai kereskedelmi utazó                           | 5(1) amerikai kereskedelmi utazó                           | 5(1) amerikai kereskedelmi utazó                           | 5(1) amerikai kereskedelmi utazó                           | 5(1) amerikai kereskedelmi utazó                           | 5(1) amerikai kereskedelmi utazó                           |  |  |                                                |                                                |                                                |                                                |                                                |                                                |  |  | 7(1) a 9. Páncélos Hadosztály katonája                           | 7(1) a 9. Páncélos Hadosztály katonája                           | 7(1) a 9. Páncélos Hadosztály katonája                           | 7(1) a 9. Páncélos Hadosztály katonája                           | 7(1) a 9. Páncélos Hadosztály katonája                           | 7(1) a 9. Páncélos Hadosztály katonája                           |  |  |  |  |  |  |  |  |  |  |  |  |  |  |  |  |  |  |  |  |  |  |  |  |  |  |  |  |  |  |  |  |  |  |  |  |  |  |  |  |  |  |  |  |  |  |  |  |  |  |
| J(2) a Brit Királyi Légierő tisztje                                        | J(2) a Brit Királyi Légierő tisztje                                        | J(2) a Brit Királyi Légierő tisztje                                        | J(2) a Brit Királyi Légierő tisztje                                        | J(2) a Brit Királyi Légierő tisztje                                        | J(2) a Brit Királyi Légierő tisztje                                        |  |  |                                               |                                               |                                               |                                               |                                               |                                               |  |  | 2(1) Az özvegy Mrs. Gerbers Gerbers özvegye (A németek nyugdíjat fizettek neki)      | 2(1) Az özvegy Mrs. Gerbers Gerbers özvegye (A németek nyugdíjat fizettek neki)      | 2(1) Az özvegy Mrs. Gerbers Gerbers özvegye (A németek nyugdíjat fizettek neki)      | 2(1) Az özvegy Mrs. Gerbers Gerbers özvegye (A németek nyugdíjat fizettek neki)      | 2(1) Az özvegy Mrs. Gerbers Gerbers özvegye (A németek nyugdíjat fizettek neki)      | 2(1) Az özvegy Mrs. Gerbers Gerbers özvegye (A németek nyugdíjat fizettek neki)      |  |  | 3(1) a Brit Királyi Légierő altisztje                         | 3(1) a Brit Királyi Légierő altisztje                         | 3(1) a Brit Királyi Légierő altisztje                         | 3(1) a Brit Királyi Légierő altisztje                         | 3(1) a Brit Királyi Légierő altisztje                         | 3(1) a Brit Királyi Légierő altisztje                         |  |  | 4(1) A rádiós az EKCO gyár rádióműszerésze        | 4(1) A rádiós az EKCO gyár rádióműszerésze        | 4(1) A rádiós az EKCO gyár rádióműszerésze        | 4(1) A rádiós az EKCO gyár rádióműszerésze        | 4(1) A rádiós az EKCO gyár rádióműszerésze        | 4(1) A rádiós az EKCO gyár rádióműszerésze        |  |  | 5(1) amerikai kereskedelmi utazó                           | 5(1) amerikai kereskedelmi utazó                           | 5(1) amerikai kereskedelmi utazó                           | 5(1) amerikai kereskedelmi utazó                           | 5(1) amerikai kereskedelmi utazó                           | 5(1) amerikai kereskedelmi utazó                           |  |  |                                                |                                                |                                                |                                                |                                                |                                                |  |  | 7(1) a 9. Páncélos Hadosztály katonája                           | 7(1) a 9. Páncélos Hadosztály katonája                           | 7(1) a 9. Páncélos Hadosztály katonája                           | 7(1) a 9. Páncélos Hadosztály katonája                           | 7(1) a 9. Páncélos Hadosztály katonája                           | 7(1) a 9. Páncélos Hadosztály katonája                           |  |  |  |  |  |  |  |  |  |  |  |  |  |  |  |  |  |  |  |  |  |  |  |  |  |  |  |  |  |  |  |  |  |  |  |  |  |  |  |  |  |  |  |  |  |  |  |  |  |  |
| J(3) magas rangú tisztviselő a Hírközlési Minisztérium spanyol részlegében | J(3) magas rangú tisztviselő a Hírközlési Minisztérium spanyol részlegében | J(3) magas rangú tisztviselő a Hírközlési Minisztérium spanyol részlegében | J(3) magas rangú tisztviselő a Hírközlési Minisztérium spanyol részlegében | J(3) magas rangú tisztviselő a Hírközlési Minisztérium spanyol részlegében | J(3) magas rangú tisztviselő a Hírközlési Minisztérium spanyol részlegében |  |  |                                               |                                               |                                               |                                               |                                               |                                               |  |  |                                                                                      |                                                                                      |                                                                                      |                                                                                      |                                                                                      |                                                                                      |  |  | 3(2) hadnagy a 49. Brit Gyalogos Hadosztályban                | 3(2) hadnagy a 49. Brit Gyalogos Hadosztályban                | 3(2) hadnagy a 49. Brit Gyalogos Hadosztályban                | 3(2) hadnagy a 49. Brit Gyalogos Hadosztályban                | 3(2) hadnagy a 49. Brit Gyalogos Hadosztályban                | 3(2) hadnagy a 49. Brit Gyalogos Hadosztályban                |  |  | 4(2) őr a Chislehurst-barlangban                  | 4(2) őr a Chislehurst-barlangban                  | 4(2) őr a Chislehurst-barlangban                  | 4(2) őr a Chislehurst-barlangban                  | 4(2) őr a Chislehurst-barlangban                  | 4(2) őr a Chislehurst-barlangban                  |  |  |                                                            |                                                            |                                                            |                                                            |                                                            |                                                            |  |  |                                                |                                                |                                                |                                                |                                                |                                                |  |  | 7(2) „David” nyugalmazott tengerész volt walesi nacionalista     | 7(2) „David” nyugalmazott tengerész volt walesi nacionalista     | 7(2) „David” nyugalmazott tengerész volt walesi nacionalista     | 7(2) „David” nyugalmazott tengerész volt walesi nacionalista     | 7(2) „David” nyugalmazott tengerész volt walesi nacionalista     | 7(2) „David” nyugalmazott tengerész volt walesi nacionalista     |  |  |  |  |  |  |  |  |  |  |  |  |  |  |  |  |  |  |  |  |  |  |  |  |  |  |  |  |  |  |  |  |  |  |  |  |  |  |  |  |  |  |  |  |  |  |  |  |  |  |
| J(3) magas rangú tisztviselő a Hírközlési Minisztérium spanyol részlegében | J(3) magas rangú tisztviselő a Hírközlési Minisztérium spanyol részlegében | J(3) magas rangú tisztviselő a Hírközlési Minisztérium spanyol részlegében | J(3) magas rangú tisztviselő a Hírközlési Minisztérium spanyol részlegében | J(3) magas rangú tisztviselő a Hírközlési Minisztérium spanyol részlegében | J(3) magas rangú tisztviselő a Hírközlési Minisztérium spanyol részlegében |  |  |                                               |                                               |                                               |                                               |                                               |                                               |  |  |                                                                                      |                                                                                      |                                                                                      |                                                                                      |                                                                                      |                                                                                      |  |  | 3(2) hadnagy a 49. Brit Gyalogos Hadosztályban                | 3(2) hadnagy a 49. Brit Gyalogos Hadosztályban                | 3(2) hadnagy a 49. Brit Gyalogos Hadosztályban                | 3(2) hadnagy a 49. Brit Gyalogos Hadosztályban                | 3(2) hadnagy a 49. Brit Gyalogos Hadosztályban                | 3(2) hadnagy a 49. Brit Gyalogos Hadosztályban                |  |  | 4(2) őr a Chislehurst-barlangban                  | 4(2) őr a Chislehurst-barlangban                  | 4(2) őr a Chislehurst-barlangban                  | 4(2) őr a Chislehurst-barlangban                  | 4(2) őr a Chislehurst-barlangban                  | 4(2) őr a Chislehurst-barlangban                  |  |  |                                                            |                                                            |                                                            |                                                            |                                                            |                                                            |  |  |                                                |                                                |                                                |                                                |                                                |                                                |  |  | 7(2) „David” nyugalmazott tengerész volt walesi nacionalista     | 7(2) „David” nyugalmazott tengerész volt walesi nacionalista     | 7(2) „David” nyugalmazott tengerész volt walesi nacionalista     | 7(2) „David” nyugalmazott tengerész volt walesi nacionalista     | 7(2) „David” nyugalmazott tengerész volt walesi nacionalista     | 7(2) „David” nyugalmazott tengerész volt walesi nacionalista     |  |  |  |  |  |  |  |  |  |  |  |  |  |  |  |  |  |  |  |  |  |  |  |  |  |  |  |  |  |  |  |  |  |  |  |  |  |  |  |  |  |  |  |  |  |  |  |  |  |  |
| J(4) Cenzor a brit Hírközlési Minisztériumban                              | J(4) Cenzor a brit Hírközlési Minisztériumban                              | J(4) Cenzor a brit Hírközlési Minisztériumban                              | J(4) Cenzor a brit Hírközlési Minisztériumban                              | J(4) Cenzor a brit Hírközlési Minisztériumban                              | J(4) Cenzor a brit Hírközlési Minisztériumban                              |  |  |                                               |                                               |                                               |                                               |                                               |                                               |  |  |                                                                                      |                                                                                      |                                                                                      |                                                                                      |                                                                                      |                                                                                      |  |  | 3(3) görög tengerész és katonaszökevény                       | 3(3) görög tengerész és katonaszökevény                       | 3(3) görög tengerész és katonaszökevény                       | 3(3) görög tengerész és katonaszökevény                       | 3(3) görög tengerész és katonaszökevény                       | 3(3) görög tengerész és katonaszökevény                       |  |  | 4(3) amerikai altiszt az USA Hadtáp Szolgálatában | 4(3) amerikai altiszt az USA Hadtáp Szolgálatában | 4(3) amerikai altiszt az USA Hadtáp Szolgálatában | 4(3) amerikai altiszt az USA Hadtáp Szolgálatában | 4(3) amerikai altiszt az USA Hadtáp Szolgálatában | 4(3) amerikai altiszt az USA Hadtáp Szolgálatában |  |  |                                                            |                                                            |                                                            |                                                            |                                                            |                                                            |  |  |                                                |                                                |                                                |                                                |                                                |                                                |  |  | 7(3) Theresa Jarhcne az „Árja Világrend Testvérisége” titkárnője | 7(3) Theresa Jarhcne az „Árja Világrend Testvérisége” titkárnője | 7(3) Theresa Jarhcne az „Árja Világrend Testvérisége” titkárnője | 7(3) Theresa Jarhcne az „Árja Világrend Testvérisége” titkárnője | 7(3) Theresa Jarhcne az „Árja Világrend Testvérisége” titkárnője | 7(3) Theresa Jarhcne az „Árja Világrend Testvérisége” titkárnője |  |  |  |  |  |  |  |  |  |  |  |  |  |  |  |  |  |  |  |  |  |  |  |  |  |  |  |  |  |  |  |  |  |  |  |  |  |  |  |  |  |  |  |  |  |  |  |  |  |  |
| J(4) Cenzor a brit Hírközlési Minisztériumban                              | J(4) Cenzor a brit Hírközlési Minisztériumban                              | J(4) Cenzor a brit Hírközlési Minisztériumban                              | J(4) Cenzor a brit Hírközlési Minisztériumban                              | J(4) Cenzor a brit Hírközlési Minisztériumban                              | J(4) Cenzor a brit Hírközlési Minisztériumban                              |  |  |                                               |                                               |                                               |                                               |                                               |                                               |  |  |                                                                                      |                                                                                      |                                                                                      |                                                                                      |                                                                                      |                                                                                      |  |  | 3(3) görög tengerész és katonaszökevény                       | 3(3) görög tengerész és katonaszökevény                       | 3(3) görög tengerész és katonaszökevény                       | 3(3) görög tengerész és katonaszökevény                       | 3(3) görög tengerész és katonaszökevény                       | 3(3) görög tengerész és katonaszökevény                       |  |  | 4(3) amerikai altiszt az USA Hadtáp Szolgálatában | 4(3) amerikai altiszt az USA Hadtáp Szolgálatában | 4(3) amerikai altiszt az USA Hadtáp Szolgálatában | 4(3) amerikai altiszt az USA Hadtáp Szolgálatában | 4(3) amerikai altiszt az USA Hadtáp Szolgálatában | 4(3) amerikai altiszt az USA Hadtáp Szolgálatában |  |  |                                                            |                                                            |                                                            |                                                            |                                                            |                                                            |  |  |                                                |                                                |                                                |                                                |                                                |                                                |  |  | 7(3) Theresa Jarhcne az „Árja Világrend Testvérisége” titkárnője | 7(3) Theresa Jarhcne az „Árja Világrend Testvérisége” titkárnője | 7(3) Theresa Jarhcne az „Árja Világrend Testvérisége” titkárnője | 7(3) Theresa Jarhcne az „Árja Világrend Testvérisége” titkárnője | 7(3) Theresa Jarhcne az „Árja Világrend Testvérisége” titkárnője | 7(3) Theresa Jarhcne az „Árja Világrend Testvérisége” titkárnője |  |  |  |  |  |  |  |  |  |  |  |  |  |  |  |  |  |  |  |  |  |  |  |  |  |  |  |  |  |  |  |  |  |  |  |  |  |  |  |  |  |  |  |  |  |  |  |  |  |  |
| J(5) a Hadügyminisztérium titkárnője                                       | J(5) a Hadügyminisztérium titkárnője                                       | J(5) a Hadügyminisztérium titkárnője                                       | J(5) a Hadügyminisztérium titkárnője                                       | J(5) a Hadügyminisztérium titkárnője                                       | J(5) a Hadügyminisztérium titkárnője                                       |  |  |                                               |                                               |                                               |                                               |                                               |                                               |  |  |                                                                                      |                                                                                      |                                                                                      |                                                                                      |                                                                                      |                                                                                      |  |  |                                                               |                                                               |                                                               |                                                               |                                                               |                                                               |  |  |                                                   |                                                   |                                                   |                                                   |                                                   |                                                   |  |  |                                                            |                                                            |                                                            |                                                            |                                                            |                                                            |  |  |                                                |                                                |                                                |                                                |                                                |                                                |  |  | 7(4) „Rags” indiai költő                                         | 7(4) „Rags” indiai költő                                         | 7(4) „Rags” indiai költő                                         | 7(4) „Rags” indiai költő                                         | 7(4) „Rags” indiai költő                                         | 7(4) „Rags” indiai költő                                         |  |  |  |  |  |  |  |  |  |  |  |  |  |  |  |  |  |  |  |  |  |  |  |  |  |  |  |  |  |  |  |  |  |  |  |  |  |  |  |  |  |  |  |  |  |  |  |  |  |  |
| J(5) a Hadügyminisztérium titkárnője                                       | J(5) a Hadügyminisztérium titkárnője                                       | J(5) a Hadügyminisztérium titkárnője                                       | J(5) a Hadügyminisztérium titkárnője                                       | J(5) a Hadügyminisztérium titkárnője                                       | J(5) a Hadügyminisztérium titkárnője                                       |  |  |                                               |                                               |                                               |                                               |                                               |                                               |  |  |                                                                                      |                                                                                      |                                                                                      |                                                                                      |                                                                                      |                                                                                      |  |  |                                                               |                                                               |                                                               |                                                               |                                                               |                                                               |  |  |                                                   |                                                   |                                                   |                                                   |                                                   |                                                   |  |  |                                                            |                                                            |                                                            |                                                            |                                                            |                                                            |  |  |                                                |                                                |                                                |                                                |                                                |                                                |  |  | 7(4) „Rags” indiai költő                                         | 7(4) „Rags” indiai költő                                         | 7(4) „Rags” indiai költő                                         | 7(4) „Rags” indiai költő                                         | 7(4) „Rags” indiai költő                                         | 7(4) „Rags” indiai költő                                         |  |  |  |  |  |  |  |  |  |  |  |  |  |  |  |  |  |  |  |  |  |  |  |  |  |  |  |  |  |  |  |  |  |  |  |  |  |  |  |  |  |  |  |  |  |  |  |  |  |  |
|                                                                            |                                                                            |                                                                            |                                                                            |                                                                            |                                                                            |  |  |                                               |                                               |                                               |                                               |                                               |                                               |  |  |                                                                                      |                                                                                      |                                                                                      |                                                                                      |                                                                                      |                                                                                      |  |  |                                                               |                                                               |                                                               |                                                               |                                                               |                                                               |  |  |                                                   |                                                   |                                                   |                                                   |                                                   |                                                   |  |  |                                                            |                                                            |                                                            |                                                            |                                                            |                                                            |  |  |                                                |                                                |                                                |                                                |                                                |                                                |  |  | 7(5) egy kereskedelmi cég alkalmazottja Swansea-ban              |                                                                  |                                                                  |                                                                  |                                                                  |                                                                  |  |  |  |  |  |  |  |  |  |  |  |  |  |  |  |  |  |  |  |  |  |  |  |  |  |  |  |  |  |  |  |  |  |  |  |  |  |  |  |  |  |  |  |  |  |  |  |  |  |  |
|                                                                            |                                                                            |                                                                            |                                                                            |                                                                            |                                                                            |  |  |                                               |                                               |                                               |                                               |                                               |                                               |  |  |                                                                                      |                                                                                      |                                                                                      |                                                                                      |                                                                                      |                                                                                      |  |  |                                                               |                                                               |                                                               |                                                               |                                                               |                                                               |  |  |                                                   |                                                   |                                                   |                                                   |                                                   |                                                   |  |  |                                                            |                                                            |                                                            |                                                            |                                                            |                                                            |  |  |                                                |                                                |                                                |                                                |                                                |                                                |  |  |                                                                  |                                                                  |                                                                  |                                                                  |                                                                  |                                                                  |  |  |  |  |  |  |  |  |  |  |  |  |  |  |  |  |  |  |  |  |  |  |  |  |  |  |  |  |  |  |  |  |  |  |  |  |  |  |  |  |  |  |  |  |  |  |  |  |  |  |
|                                                                            |                                                                            |                                                                            |                                                                            |                                                                            |                                                                            |  |  |                                               |                                               |                                               |                                               |                                               |                                               |  |  |                                                                                      |                                                                                      |                                                                                      |                                                                                      |                                                                                      |                                                                                      |  |  |                                                               |                                                               |                                                               |                                                               |                                                               |                                                               |  |  |                                                   |                                                   |                                                   |                                                   |                                                   |                                                   |  |  |                                                            |                                                            |                                                            |                                                            |                                                            |                                                            |  |  |                                                |                                                |                                                |                                                |                                                |                                                |  |  | 7(6) irodai alkalmazott Swansea-ban                              |                                                                  |                                                                  |                                                                  |                                                                  |                                                                  |  |  |  |  |  |  |  |  |  |  |  |  |  |  |  |  |  |  |  |  |  |  |  |  |  |  |  |  |  |  |  |  |  |  |  |  |  |  |  |  |  |  |  |  |  |  |  |  |  |  |
|                                                                            |                                                                            |                                                                            |                                                                            |                                                                            |                                                                            |  |  |                                               |                                               |                                               |                                               |                                               |                                               |  |  |                                                                                      |                                                                                      |                                                                                      |                                                                                      |                                                                                      |                                                                                      |  |  |                                                               |                                                               |                                                               |                                                               |                                                               |                                                               |  |  |                                                   |                                                   |                                                   |                                                   |                                                   |                                                   |  |  |                                                            |                                                            |                                                            |                                                            |                                                            |                                                            |  |  |                                                |                                                |                                                |                                                |                                                |                                                |  |  |                                                                  |                                                                  |                                                                  |                                                                  |                                                                  |                                                                  |  |  |  |  |  |  |  |  |  |  |  |  |  |  |  |  |  |  |  |  |  |  |  |  |  |  |  |  |  |  |  |  |  |  |  |  |  |  |  |  |  |  |  |  |  |  |  |  |  |  |
|                                                                            |                                                                            |                                                                            |                                                                            |                                                                            |                                                                            |  |  |                                               |                                               |                                               |                                               |                                               |                                               |  |  |                                                                                      |                                                                                      |                                                                                      |                                                                                      |                                                                                      |                                                                                      |  |  |                                                               |                                                               |                                                               |                                                               |                                                               |                                                               |  |  |                                                   |                                                   |                                                   |                                                   |                                                   |                                                   |  |  |                                                            |                                                            |                                                            |                                                            |                                                            |                                                            |  |  |                                                |                                                |                                                |                                                |                                                |                                                |  |  | 7(7) az „Árja Világrend Testvérisége” pénztárosa                 |                                                                  |                                                                  |                                                                  |                                                                  |                                                                  |  |  |  |  |  |  |  |  |  |  |  |  |  |  |  |  |  |  |  |  |  |  |  |  |  |  |  |  |  |  |  |  |  |  |  |  |  |  |  |  |  |  |  |  |  |  |  |  |  |  |